# Daniela Rondinelli
Daniela Rondinelli (ur. 19 sierpnia 1967 w Rzymie) – włoska polityk i działaczka związkowa, posłanka do Parlamentu Europejskiego IX kadencji.

## Życiorys
Ukończyła nauki polityczne na Uniwersytecie LUISS w Rzymie. Od 1992 była zatrudniona w Fisascat, zrzeszonej w ramach Włoskiej Konfederacji Pracowniczych Związków Zawodowych organizacji związkowej sektora handlu i turystyki. Zajmowała się w niej sprawami kontaktów międzynarodowych i europejskich. Działaczka międzynarodowych federacji związkowych, była m.in. wiceprzewodniczącą UNI-Europa. W latach 2010–2015 zasiadała w Grupie Pracowników Europejskiego Komitetu Ekonomiczno-Społecznego, od 2013 pełniła funkcję jej wiceprzewodniczącej. Później weszła w skład gabinetu przewodniczącego EESC, odpowiadając w nim za relacje międzynarodowe.
W kwietniu 2019 otrzymała pierwsze miejsce na jednej z list regionalnych Ruchu Pięciu Gwiazd w wyborach europejskich. W wyniku głosowania z maja tegoż roku uzyskała mandat eurodeputowanej IX kadencji. W 2022 zrezygnowała z członkostwa w Ruchu Pięciu Gwiazd, dołączyła do ugrupowania Insieme per il Futuro. Później natomiast przystąpiła do Partii Demokratycznej.